# Keith Symon
Keith Randolph Symon (* 25. März 1920 in Fort Wayne, Indiana; † 16. Dezember 2013 in Spring Green, Wisconsin) war ein US-amerikanischer Physiker, der sich mit Teilchenbeschleunigern und Plasmaphysik beschäftigt.
Symon wurde 1948 an der Harvard University promoviert. 1947 bis 1955 war er an der Fakultät der Wayne State University in Detroit. Ab 1955 war er an der University of Wisconsin–Madison, wo er 1990 in den Ruhestand ging. 1956 bis 1967 war er außerdem an der Midwestern Universities Research Association (MURA), deren Technischer Direktor er 1957 bis 1960 war. 1982/83 war er Leiter des Rechenzentrums der University of Wisconsin-Madison und 1983 bis 1985 von deren Synchrotronstrahlungslabor.
Symon arbeitete am Fermilab, Argonne National Laboratory, Brookhaven National Laboratory, sowie Einrichtungen in Los Alamos und La Jolla und forschte am CERN in Genf, Schweiz, wo er und seine Familie 1962 und 1963 ein Jahr lang lebten.
Er gilt neben Tihiro Ohkawa in Japan und Andrei Kolomensky in der Sowjetunion als Erfinder des Fixed-Field-Alternating Gradient Accelerators (FFAG). Das Konzept wurde von Symon, Donald Kerst und anderen in den 1950er Jahren untersucht und kleine Modellsysteme gebaut. FFAGs wurden dann lange Zeit vernachlässigt und nahmen erst in den 1990er Jahren einen erneuten Aufschwung zum Beispiel in Japan. Symon ist auch für theoretische Arbeiten in der Plasmaphysik bekannt, inklusive Entwicklung mathematischer numerischer Methoden. Er schrieb ein Mechanik-Lehrbuch.
2005 erhielt er den Robert R. Wilson Prize.
Er war seit 1943 verheiratet und aus der Ehe gingen vier Kinder hervor. Neben der Physik verfolgte er Outdoor-Aktivitäten wie Wildwasserkanu und war Mitorganisator eines Literaturfestivals (Spring Green Literary Festival).